# Résurrection à Naïn du fils de la veuve
La Résurrection à Naïn du fils de la veuve est une peinture à l'huile sur toile réalisée vers 1565-1570 par l'artiste italien Paul Véronèse. Initialement dans la collection de Bartolomeo della Nave, elle fut acquise en 1659 par l'archiduc Léopold Guillaume d'Autriche et se trouve depuis 1735 au Kunsthistorisches Museum de Vienne.

## Description
Le tableau représente un épisode de la vie de Jésus, la Résurrection à Naïn. Véronèse représente les personnages dans des robes aristocratiques vénitiennes de son époque et Jésus debout devant une colonnade semblable à celles des décors de théâtre contemporains.

## Source de traduction
- (en) Cet article est partiellement ou en totalité issu de l’article de Wikipédia en anglais intitulé « Resurrection of the Widow of Nain's Son » (voir la liste des auteurs).